# Matteo Ricci (calciatore)
Matteo Ricci (Roma, 27 maggio 1994) è un calciatore italiano, centrocampista della Sampdoria.

## Biografia
Nato a Roma, ha un fratello gemello, Federico, anch'egli calciatore professionista.

## Carriera

### Club

#### Gli inizi
Ricci cresce nelle giovanili della Roma, dove, con la Primavera, conquista una Coppa Italia ed una Supercoppa, arrivando fino alla convocazione in prima squadra, senza però avere mai esordito.

#### Vari prestiti
Nella stagione 2013-2014 va in prestito al Grosseto, con cui colleziona 25 presenze ed una rete.
La stagione successiva viene girato inizialmente al Carpi, senza però essere mai utilizzato.
Nel gennaio del 2015 passa alla Pistoiese, dove colleziona 11 presenze ed un gol.
La stagione seguente passa al Pisa e riesce a conquistare un posto da titolare, contribuendo alla promozione della squadra toscana in Serie B; gioca in totale 35 partite e realizza due reti.
Il 5 luglio 2016 passa al Perugia, militante in Serie B, dove colleziona 24 presenze e due reti
Il 15 luglio 2017 viene girato a titolo temporaneo alla Salernitana.

#### Spezia
Il 31 luglio 2018 viene acquistato a titolo definitivo per 750.000 euro dallo Spezia, con cui raggiunge la promozione in Serie A nel 2020.
Il 28 settembre 2020 debutta in massima serie con i liguri nella sconfitta per 1 a 4 contro il Sassuolo.

#### Frosinone
Il 30 agosto 2021 passa, da svincolato, al Frosinone, con cui firma un contratto fino al 30 giugno 2024.. Segna il suo primo gol coi canarini il 23 ottobre 2021 nella vittoria interna per 2-1 contro l'Ascoli.

#### Fatih Karagümrük
Il 4 luglio 2022 viene annunciato il suo passaggio in prestito al Fatih Karagümrük, club militante nella Süper Lig.

#### Sampdoria
Il 10 luglio 2023 si trasferisce a titolo definitivo alla Sampdoria, con cui firma un contratto fino al 30 giugno 2026, ritrovando Andrea Pirlo, suo allenatore in Turchia.

### Nazionale
Dopo avere rappresentato le selezioni giovanili italiane dall'Under-18 all'Under-20, il 19 marzo 2021 riceve la sua prima convocazione in nazionale maggiore.

## Statistiche

### Presenze e reti nei club
Statistiche aggiornate al 1° maggio 2025.
| Stagione         | Squadra          | Campionato       | Campionato | Campionato | Coppe nazionali | Coppe nazionali | Coppe nazionali | Coppe continentali | Coppe continentali | Coppe continentali | Altre coppe | Altre coppe | Altre coppe | Totale | Totale |
| Stagione         | Squadra          | Comp             | Pres       | Reti       | Comp            | Pres            | Reti            | Comp               | Pres               | Reti               | Comp        | Pres        | Reti        | Pres   | Reti   |
| ---------------- | ---------------- | ---------------- | ---------- | ---------- | --------------- | --------------- | --------------- | ------------------ | ------------------ | ------------------ | ----------- | ----------- | ----------- | ------ | ------ |
| 2013-2014        | Grosseto         | 1D               | 25         | 1          | CI+CI-LP        | 0+4             | 0+3             | -                  | -                  | -                  | -           | -           | -           | 29     | 4      |
| 2014-gen. 2015   | Carpi            | B                | 0          | 0          | CI              | 0               | 0               | -                  | -                  | -                  | -           | -           | -           | 0      | 0      |
| gen.-giu. 2015   | Pistoiese        | LP               | 11         | 1          | CI-LP           | 0               | 0               | -                  | -                  | -                  | -           | -           | -           | 11     | 1      |
| 2015-2016        | Pisa             | LP               | 32+3       | 2          | CI+CI-LP        | 1+1             | 0               | -                  | -                  | -                  | -           | -           | -           | 37     | 2      |
| 2016-2017        | Perugia          | B                | 22+2       | 2          | CI              | 2               | 0               | -                  | -                  | -                  | -           | -           | -           | 26     | 2      |
| 2017-2018        | Salernitana      | B                | 33         | 3          | CI              | 2               | 0               | -                  | -                  | -                  | -           | -           | -           | 35     | 3      |
| 2018-2019        | Spezia           | B                | 33+1       | 4          | CI              | 2               | 0               | -                  | -                  | -                  | -           | -           | -           | 36     | 4      |
| 2019-2020        | Spezia           | B                | 25+4       | 4          | CI              | 2               | 1               | -                  | -                  | -                  | -           | -           | -           | 31     | 5      |
| 2020-2021        | Spezia           | A                | 29         | 0          | CI              | 3               | 0               | -                  | -                  | -                  | -           | -           | -           | 32     | 0      |
| Totale Spezia    | Totale Spezia    | Totale Spezia    | 87+5       | 8          |                 | 7               | 1               |                    | -                  | -                  |             | -           | -           | 99     | 9      |
| 2021-2022        | Frosinone        | B                | 31         | 2          | CI              | 0               | 0               | -                  | -                  | -                  | -           | -           | -           | 31     | 2      |
| 2022-2023        | Fatih Karagümrük | SL               | 16         | 1          | TK              | 3               | 0               | -                  | -                  | -                  | -           | -           | -           | 19     | 1      |
| 2023-2024        | Sampdoria        | B                | 19+1       | 0          | CI              | 1               | 0               | -                  | -                  | -                  | -           | -           | -           | 21     | 0      |
| 2024-2025        | Sampdoria        | B                | 14         | 0          | CI              | 0               | 0               | -                  | -                  | -                  | -           | -           | -           | 14     | 0      |
| 2025-2026        | Sampdoria        | B                | 0          | 0          | CI              | 0               | 0               | -                  | -                  | -                  | -           | -           | -           | 0      | 0      |
| Totale Sampdoria | Totale Sampdoria | Totale Sampdoria | 33+1       | 0          |                 | 1               | 0               |                    | -                  | -                  |             | -           | -           | 35     | 0      |
| Totale carriera  | Totale carriera  | Totale carriera  | 3112       | 20         |                 | 21              | 4               |                    | -                  | -                  |             | -           | -           | 323    | 24     |

## Palmarès

### Club

#### Competizioni giovanili
- Coppa Italia Primavera: 1

Roma: 2011-2012
- Supercoppa Primavera: 1

Roma: 2012